# 팔셰핑

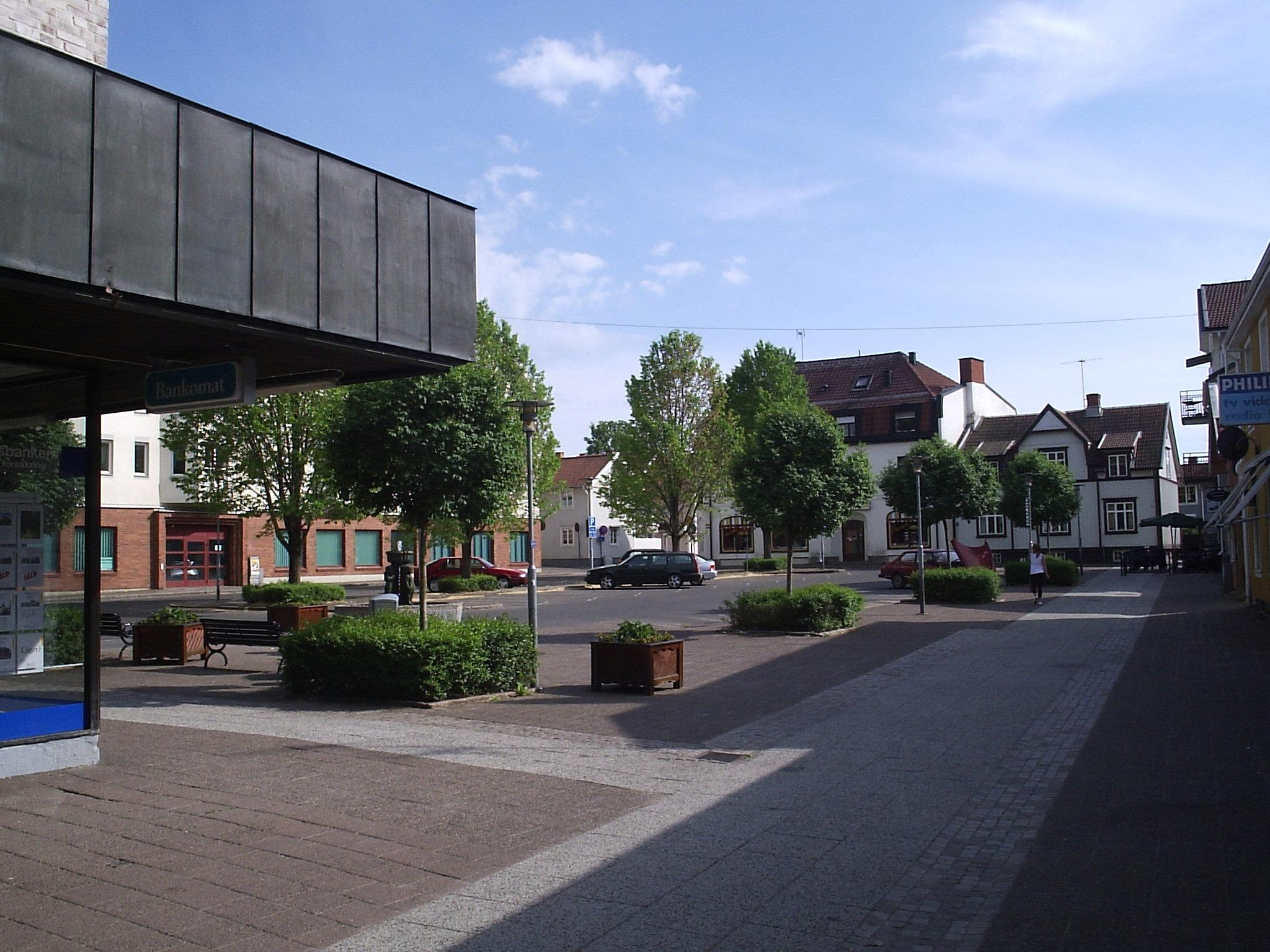
팔셰핑 시가지

팔셰핑(스웨덴어: Falköping)은 스웨덴 베스트라예탈란드주의 도시로 팔셰핑시의 행정 중심지이며 면적은 8.54km2, 높이는 218m, 인구는 16,350명(2010년 12월 31일 기준), 인구 밀도는 1,915명/km2이다.

시 문장

## 역사
팔셰핑에는 석기 시대, 청동기 시대, 철기 시대를 아우르는 선사 시대의 거석 무덤 유적이 남아 있으며 1100년경에 등장한 아이슬란드의 사가 작품에 처음 등장했을 정도로 오랜 역사를 갖고 있다. 12세기에는 성 올라프에 헌정된 교회가 건립되어 순례지로 여겨졌다. 16세기에 교회가 폐쇄되었고 북방 7년 전쟁 시기에는 덴마크 군대에 파괴되기도 했다. 하지만 시간이 지나면서 재건되었다.

## 경제
19세기부터 팔셰핑에는 맥주 양조장, 블라인드 공장, 모자 공장, 금 가공 공장, 유제품 공장, 재봉 공장과 같은 산업 시설이 건립되었다. 특히 팔셰핑 유제품 공장은 스웨덴 서부의 식료품점에 우유를 공급하는 협동조합 형식의 유제품 회사이고 팔뷔그덴 오스트 치즈 공장은 스웨덴 전역의 상점에 치즈를 공급한다.

## 교통
팔셰핑은 스톡홀름과 예테보리 사이를 오가는 서부 철도 노선, 옌셰핑을 오가는 철도 노선이 만나는 곳이다. 팔셰핑은 예테보리, 옌셰핑과는 철도로 여행하는 데에 각각 1시간 이하가 소요되기 때문에 철도로 통근하기 좋은 곳에 위치한다.